# Джурхуус, Уни
У́ни Си́гмундссон Джу́рхуус (фар. Uni Sigmundsson Djurhuus; род. 1 сентября 1992 года в Тофтире, Фарерские острова) — бывший фарерский футболист, нападающий, выступавший за клуб «Б68».

## Карьера
Уни является воспитанником тофтирского «Б68». 17 апреля 2010 года он дебютировал за дублирующий состав своего клуба в матче первого дивизиона против второй команды «НСИ». 18 сентября в поединке второго круга с рунавуйчанами Уни забил свой первый мяч за «Б68 II». Всего в своём дебютном сезоне на взрослом уровне нападающий забил 1 гол в 12 матчах. 20 октября 2011 года Уни сыграл свою первую игру в высшей фарерской лиге, это была встреча с клубом «ЭБ/Стреймур», в которой он заменил Бьярки Йоханнесена на 74-й минуте. 31 марта 2012 года нападающий провёл свой второй матч в премьер-лиге: в поединке с фуглафьёрдурским «ИФ» он снова заменил Бьярки Йоханнесена.
По итогам сезона-2012 «Б68» покинул высшую фарерскую лигу, но Уни остался в команде в качестве резервиста. 29 июня 2013 года он принял участие в своём последнем матче за первую команду клуба: во встрече с «ЭБ/Стреймур II» Уни заменил на 90-й минуте Харальдура Хёйгора. После этой игры нападающий выступал исключительно за дублирующий состав «Б68». Он покинул его в конце сезона-2019 и принял решение уйти из футбола.

## Достижения
«Б68»
- Победитель первого дивизиона (1): 2013